# One (Your Name)
One (Your Name) to singel szwedzkiej grupy muzycznej Swedish House Mafia pochodzący z ich debiutanckiego albumu Until One. Singel został wydany w Szwecji 6 lipca 2010 roku. Wokalna wersja singla wykonana została z amerykańskim piosenkarzem Pharrellem Williamsem i wydana została w Wielkiej Brytanii 25 lipca 2010 roku. Singel osiągnął najwyższą pozycję 2. w Belgii na UK Dance Chart, zajął także 1. miejsce w Holandii i 7. miejsce w Irlandii na UK Singles Chart. "One (Your Name)" było także notowane w Szwecji, Szwajcarii, Danii, Austrii i Niemczech.

## Tekst piosenki i produkcja
"One" zostało wyprodukowane przez Axwella, Steve’ego Angello i Sebastiana Ingrosso, zaś tekst piosenki do "One (Your Name)" napisał Pharrell Williams.

## Lista utworów
- UK Singel CD

1. "One (Your Name)" (Radio Edit) (feat. Pharrell) – 2:41
2. "One" (Radio Edit) – 2:48

- UK Digital download

1. "One (Your Name)" (Radio Edit) (feat. Pharrell) – 2:43
2. "One" (Radio Edit) – 2:49
3. "One (Your Name)" (Vocal Mix) (feat. Pharrell) – 5:51
4. "One" (Original Mix) – 5:51
5. "One" (Congorock Remix) – 6:15
6. "One (Your Name)" (Caspa Vocal Remix) (feat. Pharrell) – 4:11
7. "One" (Caspa Dub Remix) – 4:11
8. "One" (Netsky Remix) – 5:40